# Critérium International 2012
Das 81. Critérium International war ein Rad-Etappenrennen, das vom 24. bis zum 25. März 2011 auf der Insel Korsika stattfand. Die Rundfahrt wurde in drei Etappen über eine Gesamtdistanz von 275 Kilometern ausgetragen. Das Rennen war Teil der UCI Europe Tour 2012 und dort in die Kategorie 2.HC eingestuft.

## Die Teilnehmer
| ProTeams RadioShack-Nissan BMC Racing Team Sky ProCycling FDJ-Big Mat Garmin-Barracuda AG2R La Mondiale Euskaltel-Euskadi | Professional Continental Teams Cofidis, le Crédit en Ligne Team Europcar Colombia-Coldeportes Saur-Sojasun Project 1t4i Bretagne-Schuller Team Type 1-Sanofi | Continental Teams La Pomme Marseille Auber 93 |

## Etappen
| Etappe | Tag      | Start – Ziel                      | Typ              | km    | Etappensieger                     | Gesamtwertung                     |
| ------ | -------- | --------------------------------- | ---------------- | ----- | --------------------------------- | --------------------------------- |
| 1.     | 24. März | Porto-Vecchio – Porto-Vecchio     | Flachetappe      | 089,5 | Florian Vachon (Arkéa-B&B Hôtels) | Florian Vachon (Arkéa-B&B Hôtels) |
| 2.     | 24. März | Porto-Vecchio – Porto-Vecchio     | Einzelzeitfahren | 06,5  | Cadel Evans (CCC Team)            | Cadel Evans (CCC Team)            |
| 3.     | 25. März | Porto-Vecchio – Col de l’Ospédale | Bergetappe       | 179,0 | Pierrick Fédrigo (Groupama-FDJ)   | Cadel Evans (CCC Team)            |